# Korčula (LM-51)
Le Korčula (LM-51) est un navire de guerre de la flotte de la marine militaire croate. Il est classé comme petit dragueur de mines. Il a été lancé en 2006 et la même année, il a rejoint la flotte. Il a été construit dans le chantier naval Montmontaža-Greben de Vela Luka, en coopération avec le Shipping Institute de Zagreb, le Maritime Center for Electronics de Split, Engineering for Industrial Electronics de Zagreb et les services professionnels du ministère de la Défense. Le navire était censé faire les premiers essais en mer dès 2007, mais en raison de défaillances du système de propulsion, cela a été reporté jusqu'en 2008.

## Historique
Le navire est construit en fibre de verre, en matériaux anti-magnétiques et le système de propulsion insonorisé lui permet d'avoir une faible visibilité acoustique. Les systèmes de propulsion et de contrôle permettent de maintenir la position dans un cercle d'un rayon de 15 m, tandis que la précision de la navigation sur un itinéraire donné est de 7,5 m.
Le but principal de ce navire est de détecter, localiser et identifier les mines en position couchée et d'ancrage au fond, et de les marquer ou de les détruire. Il est donc équipé d'un système de surveillance sous-marine embarqué qui comprend un sonar remorqué et un sonar d'étrave, un système de mine sous-marine SuperSeaROVER et une console tactique CMS 2000.

### Usage civil
La facilité d'utilisation du navire dans des tâches civiles comprend la participation à des projets de recherche scientifique sous-marine, des études sous-marines, la recherche d'objets, une assistance aux travaux sous-marins. En raison de son équipement, il peut également être utilisé pour surveiller des voies maritimes, rechercher des objets coulés (navires, avions, hélicoptères), enregistrer des découvertes archéologiques, etc.

## Galerie

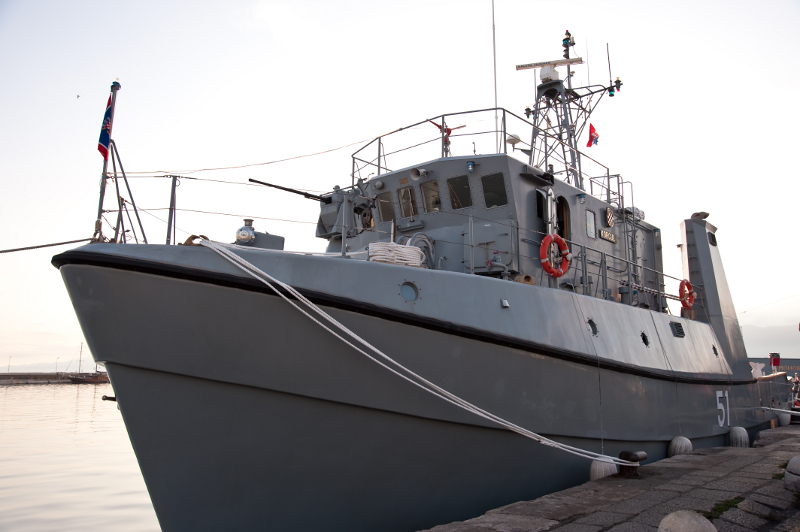
LM-51 Korcula
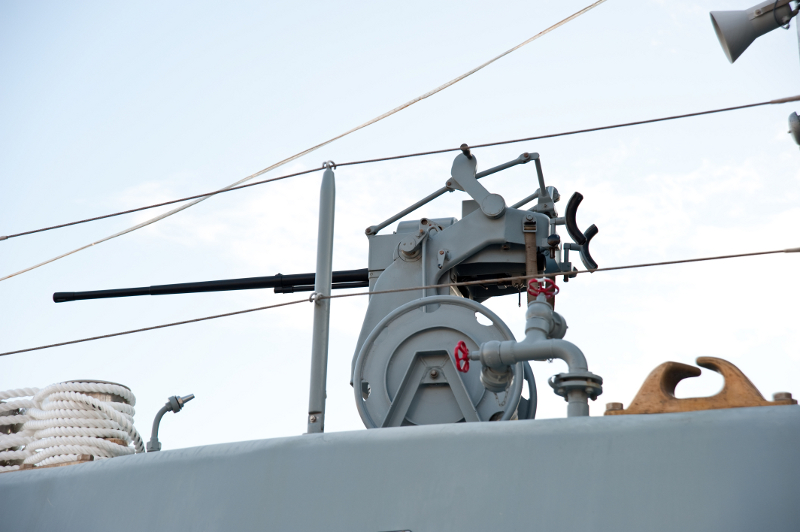
Canon de 20 mm
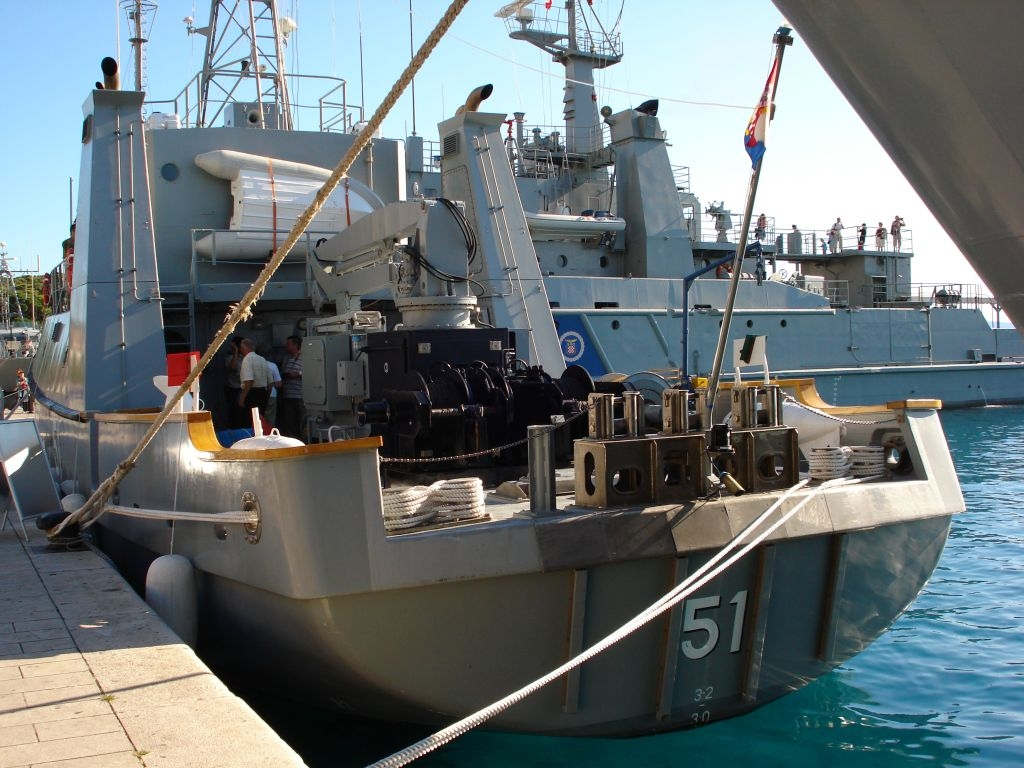
Pont arrière